# 젖분비

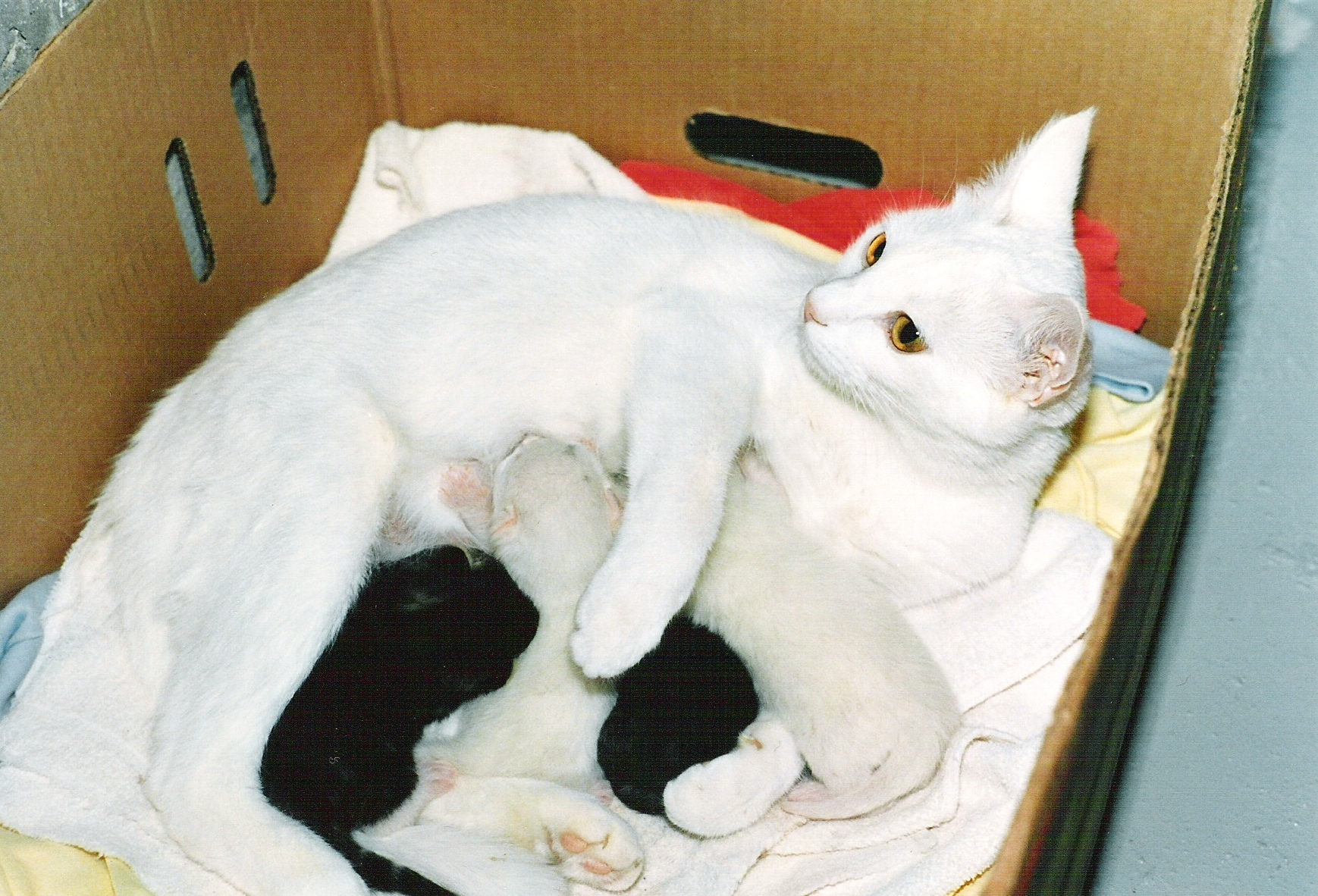
새끼 고양이가 젖을 먹고 있는 모습

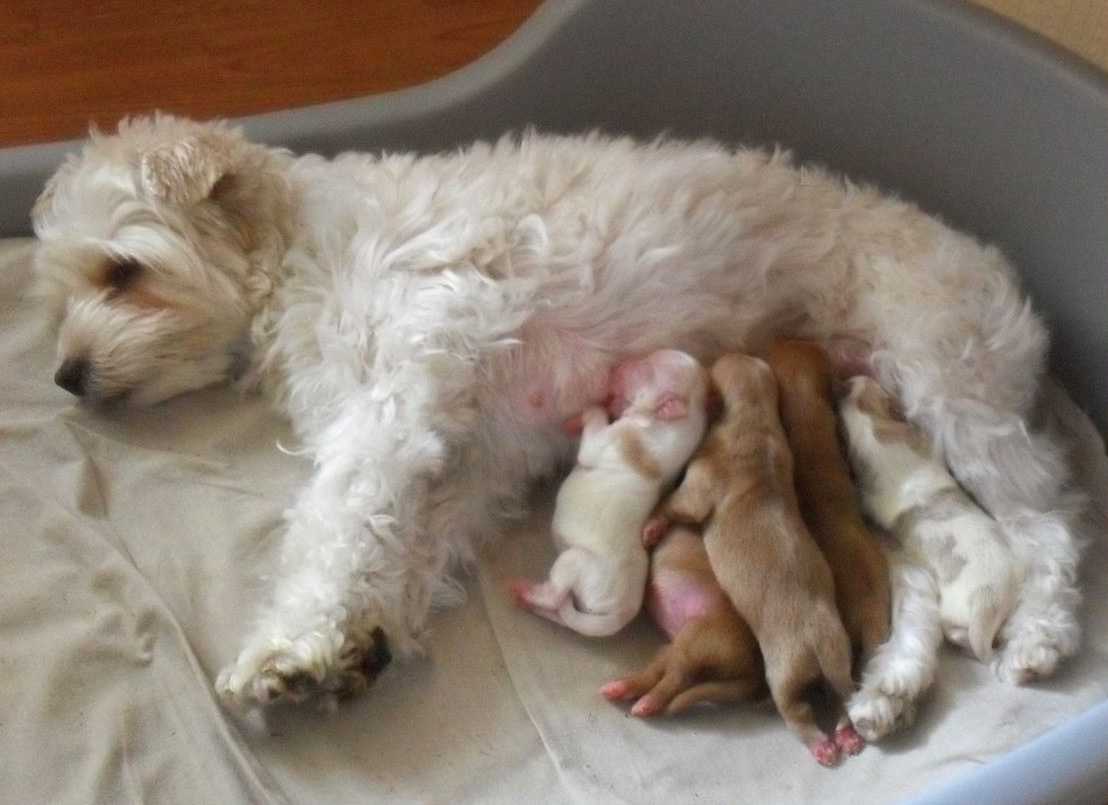
강아지가 젖을 먹고 있는 모습

젖분비(-分泌, 영어: lactation)는 젖샘으로부터 나오는 젖의 분비와 어미가 자식에게 젖을 먹이는 기간을 기술한다. 이 과정은 임신 후의 모든 암컷 포유류에 발생한다. 인간의 경우 젖을 먹이는 과정을 모유 수유라고 한다.
증유 또는 유즙 생산(galactopoiesis)은 젖의 생산을 관리하는 것이다. 이 단계에는 프로락틴이 필요하다. 옥시토신은 젖먹이에 반응하는 사유반사(milk let-down reflex)에 필수적이다.
신생아의 유방은 종종 약간의 기유(Witch's milk)를 분비한다.

## 목적
젖분비의 주된 기능은 출산 후 자식에게 영양분과 면역 보호를 제공하는 것이다. 거의 모든 포유류의 경우 젖분비는 불임기를 유도하여 자식의 생존에 여유를 두도록 최적의 출산을 제공하는 역할을 한다.

## 같이 보기
- 모유 수유
- 축락